# Bogo (ort i Kamerun, Nordligaste regionen)
Bogo är en ort i Kamerun.   Den ligger i regionen Nordligaste regionen, i den norra delen av landet, 800 km norr om huvudstaden Yaoundé. Bogo ligger 343 meter över havet och antalet invånare är 16 952.
Terrängen runt Bogo är mycket platt. Trakten runt Bogo är ganska tätbefolkad, med 134 invånare per kvadratkilometer. Det finns inga andra samhällen i närheten. Trakten runt Bogo är en mosaik av jordbruksmark och naturlig växtlighet.